# Kapundaïta
La kapundaïta és un mineral de la classe dels fosfats. Rep el nom de la localitat de Kapunda, a Austràlia, la seva localitat tipus.

## Característiques
La kapundaïta és un element químic de fórmula química CaNaFe³⁺₄(PO₄)₄(OH)₃(H₂O)₅. Va ser aprovada com a espècie vàlida per l'Associació Mineralògica Internacional l'any 2009. Cristal·litza en el sistema triclínic. La seva duresa a l'escala de Mohs és 3.

## Formació i jaciments
Va ser descoberta a la pedrera Tom's, situada a la localitat de Kapunda, a Austràlia Meridional (Austràlia). També ha estat descrita a la pedrera Puech de Leguo, a La Capelle-Bleys (Occitània, França) i a Malga Garbella di sotto, a la localitat de Rabbi (Trentino - Alto Adige, Itàlia). Aquests tres indrets són els únics de tot el planeta on ha estat descrita aquesta espècie mineral.